# سعد اليامي
سعد مبارك اليامي لاعب سعودي يلعب في مركز وسط مهاجم و وسط أيمن و محور.
كانت بداياته مع نادي الاتفاق أعير في موسم 2009 إلى نادي نجران و عاد بعدها إلى نادي الاتفاق و أعير في 2010 إلى نادي الرائد و عاد بعدها إلى الاتفاق و انتهى عقده مع الاتفاق و وقع في مطلع 2012 مع نادي هجر و تألق مع نادي هجر و لعب معهم موسم و نصف و بعد هبوط الفريق إلى مصاف اندية الدرجة الأولى وقع في صيف 2013 مع نادي التعاون و لعب موسم 2015 مع نادي النهضة و في عام 2016 وقع مع نادي الأنصار السعودي و لعب معهم موسم و بعدها وقع مع نادي الجبيل .

## روابط خارجية
- سعد اليامي على موقع قاعدة بيانات كرة القدم.إي يو (الإنجليزية)
- سعد اليامي على موقع Soccerway.com (الإنجليزية)
- سعد اليامي على موقع كووورة